# تاوباو
تاوباو (به انگلیسی: Taobao) (به چینی: 淘宝网) یک فروشگاه آنلاین اینترنتی مشابه ای‌بی و آمازون است که توسط گروه علی‌بابا در سال ۲۰۰۳ تأسیس شد. مقر آن در شهر هانگژو است.